# Carl and the Rhythm All Stars
Carl and The Rhythm All Stars är ett rockabillyband med medlemmar från Frankrike och Portugal.

## Medlemmar
- Carl - sång och kompgitarr
- Pedro Pena - trummor
- Claude Place - sologitarr
- Renaud Cans - kontrabas

## Album
- Music To Live! (2006). Sfax Records
- Slipped My Mouth (2008). Wild Records Label